# 冤家，一个爱情故事
《冤家，一个爱情故事》是艾萨克·巴甚维斯·辛格的长篇小说，是一部反思大屠杀的作品。辛格借塔玛拉之口，质疑亲历者所言能否展现大屠杀全貌。书中还探讨了语言对于民族文化认同的重要作用，流露出他对民族语言未来的忧思。

## 情节
大屠杀期间，主人公赫尔曼靠非犹太女佣——雅德维嘉的帮助，在波兰农村的草料棚中熬过近三年光景；赫尔曼躲过纳粹的搜捕，家人却死于大屠杀，据说妻子塔玛拉和两个儿子也被枪杀。移民至美国的赫尔曼以世俗仪式迎娶雅德维嘉。赫尔曼艳福不浅，他还有一个犹太情人——玛莎。赫尔曼周旋于两个女人之间，不得不以谎言搪塞二人。麻烦不止于此：妻子塔玛拉死里逃生，也来到美国，回到赫尔曼的生活中……